# Bristensee
Der Bristensee liegt im Schweizer Kanton Uri.
Der kleine See befindet sich am Nordhang des Bristen auf einer Höhe von 2098 m ü. M. Westlich davon ist die Bristenseehütte. See und Hütte sind sowohl vom Norden von Amsteg oder Bristen aus als auch vom Osten über den Chli Bristen zu erreichen.